# Jody Watley (album)
Jody Watley – debiutancki, solowy album amerykańskiej piosenkarki Jody Watley. Płyta ukazała się w 1987 roku. Po odejściu z grupy Shalamar, w której piosenkarka występowała przez prawie pięć lat, Jody przeniosła się do Londynu, gdzie przez krótki czas pracowała jako modelka, a także jako chórzystka w zespole Art Of Noise. W 1984 roku Watley wzięła udział w nagraniu singla "Do They Know It's Christmas Time?" wspólnie z innymi artystami w ramach projektu Live Aid. Po nagraniu singla Jody wróciła do Stanów. Tam poznała producenta i muzyka Andre Cymon'a, który wcześniej współpracował z Princem. Wkrótce Jody podpisała kontrakt z wytwórnią MCA i rozpoczęła pracę nad debiutanckim krążkiem. Na albumie znalazło się w sumie dziesięć utworów, z których większość została skomponowana przez Watley i Cymon'a. Na krążku Jody podjęła również współpracę z Patrickiem Leonardem (znanym jako producent Madonny) oraz Bernardem Edwardsem (który niegdyś występował w grupie Chic). Na płycie znalazła się także piosenka "Learn To Say No", którą Jody zaśpiewała w duecie z rozpoczynającym wówczas solową karierę George'em Michaelem. Debiutancki krążek Jody zdołał odnieść spory sukces komercyjny, docierając do TOP 10 najpopularniejszych płyt w Stanach Zjednoczonych, zyskując status podwójnej platyny. W chwili promocji "Jody Watley" sprzedano w ponad pięciu milionach egzemplarzy. Był to jeden z najlepiej sprzedających się dyskotekowych albumów roku. Krążek spotkał się z życzliwym przyjęciem ze strony światowej krytyki, czego dowodem była przyznana Jody w 1988 roku nagroda Grammy dla najlepszej debiutantki. Oprócz tego Jody otrzymała kilka nominacji do American Music Awards, Billboard Music Awards oraz MTV Video Music Awards. W 1988 roku magazyn Billboard nazwał Jody najpopularniejszą artystką dyskotekową roku (w ciągu 12 miesięcy aż 5 singli Watley trafiło do TOP 10 dyskotekowych zestawień). W ramach promocji albumu Jody wydała 5 singli, z których trzy zdołały dotrzeć do TOP 10 amerykańskiej listy bestsellerów.

## Spis utworów
1. "Looking for a New Love" (André Cymone, Watley) – 5:07
2. "Still a Thrill" (Cymone, Watley) – 4:41
3. "Some Kind of Lover" (Cymone, Watley) – 4:09
4. "For the Girls" – 3:50
5. "Love Injection" – 3:46
6. "Don't You Want Me" (Franne Golde, Watley) – 4:13
7. "Do It to the Beat" – 4:47
8. "Most of All" (Gardner Cole, Pat Leonard) – 4:28
9. "Learn to Say No" (Watley, George Michael) – 3:36
10. "Looking for a New Love" [remix] (Cymone, Watley) – 7:31

## Dodatkowe informacje
- Singel "Looking For A New Love" dotarł do pozycji 2 na liście Billboardu i zdołał zyskać status złotego krążka. Singel spopularyzował słynne powiedzenie: "hasta la vista baby", które później zostało wykorzystane min. w filmie "Terminator".
- Jody Watley w okresie promocji debiutanckiego krążka stała się także ikoną mody, popularyzując min. kolczyki "high boobs".